# Italochrysa banksi
Italochrysa banksi är en insektsart som beskrevs av Tim R. New 1980. Italochrysa banksi ingår i släktet Italochrysa och familjen guldögonsländor. Inga underarter finns listade i Catalogue of Life.